# Förstakammarvalet i Sverige 1869
Förstakammarvalet i Sverige 1869 var egentligen flera fyllnadsval i Sverige. Valet utfördes av landstingen och i de städer som inte hade något landsting utfördes valet av stadsfullmäktige. 

## Invalda riksdagsmän
Stockholms läns valkrets:
- Wilhelm Stråle

Östergötlands läns valkrets:
- Pontus af Burén

Kristianstads läns valkrets:
- Casimir Wrede

Älvsborgs läns valkrets:
- Christoffer Sahlin
- Carl Rydqvist

Örebro läns valkrets:
- Anders Berger

Västmanlands läns valkrets:
- Carl von Stockenström

Västerbottens läns valkrets:
- Erik Häggström